# Pierre-qui-tourne (Velaine-sur-Sambre)
La Pierre-qui-tourne (ou Roche-qui-tourne) est un site mégalithique situé dans la commune de Velaine-sur-Sambre, dans la province de Namur, en Belgique. Il comprend un menhir et un polissoir datés du Néolithique.

## Menhir
Le menhir est constitué d'un bloc en grès de forme quadrangulaire d’une hauteur d’environ 3 mètres et d’une circonférence de 5 mètres. Il a été classé par arrêté du 29 août 1980. 
Des fouilles pratiquées en 1904 et en 1906 ont mis au jour dans les environs des objets lithiques en silex (lames et éclats retouchés, hachette polie), un fragment de meule en grès et de nombreux fragments de céramique.
Selon une légende locale, la pierre fait un tour sur elle-même lorsque minuit sonne à la cloche de la ferme de Fayat, située au nord, sur le territoire de Saint-Martin.

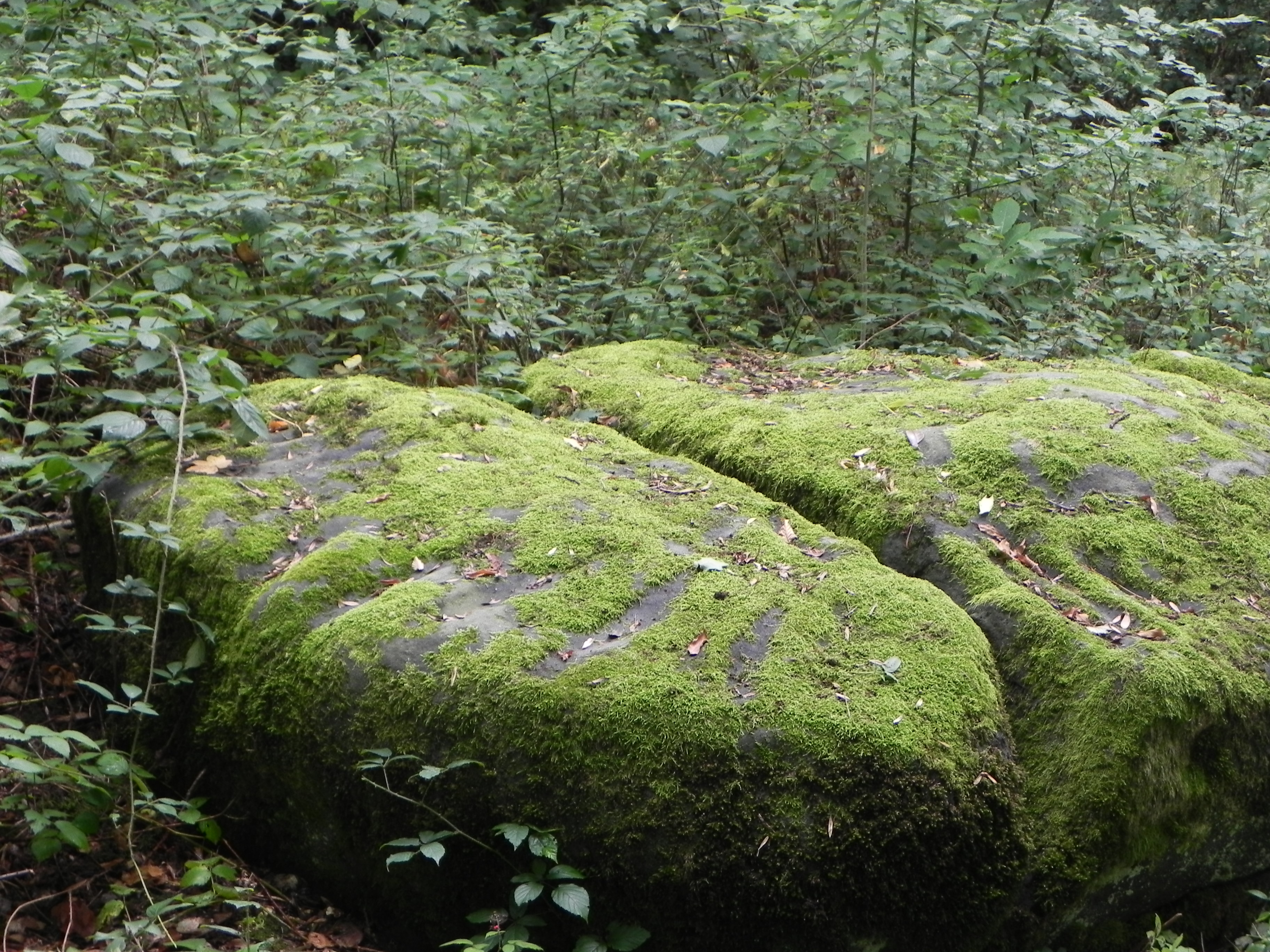
Le polissoir.

## Polissoir
Le polissoir a été découvert en 1927 par une équipe de l’université de Liège, à l'occasion d'un colloque, lors d'une visite organisée de la grotte de Spy et du menhir de la Pierre-qui-tourne. Il est constitué d'un bloc en grès quartzitique reposant au sol à environ 95 m à l'ouest du menhir. Il mesure environ 4 m de long sur 2,30 m de large et 0,40 à 0,50 m d'épaisseur. Il comporte une trentaine de rainures parallèles, dont deux plus profondes, mesurant de 16 à 48 cm de longueur pour 2 à 9 cm de largeur. Un sondage effectué sur place a permis de recueillir quelques silex (déchets de la taille) et quelques tessons de poteries.